# Grégoire Orban de Xivry
Pour les autres membres de la famille, voir Famille Orban de Xivry.
Le baron Grégoire Orban de Xivry, né le 6 mars 1827 et mort le 4 juillet 1898, est un homme politique belge.
Il est le père d'Alfred Orban de Xivry.

## Mandats
- Membre du Conseil provincial de Luxembourg : 1864-1868
- Membre du Sénat belge : 1884-1894

## Sources
- P. Van Molle, Het Belgisch parlement, p. 258.

- Ressource relative à plusieurs domaines :   - ODIS